# Stammliste des Hauses Vaudémont
Stammliste des Hauses Vaudémont (auch Haus Lothringen):

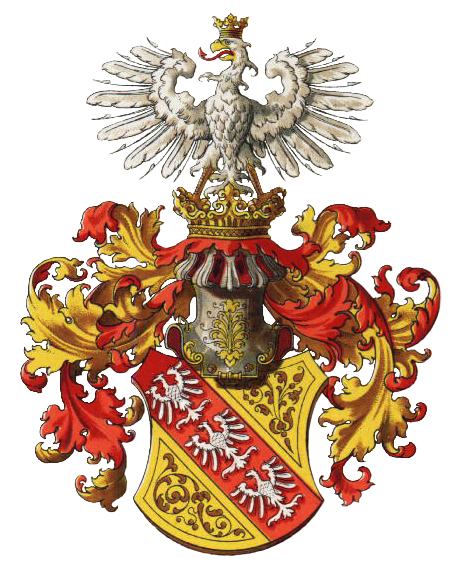
Stammwappen des Hauses Lothringen

Wappen des Hauses Lothringen-Vaudémont

## Von Friedrich I. bis René II. (Lothringen)
1. Friedrich (Ferry) I., † 1415 in der Schlacht von Azincourt, Herr von Rumigny, Boves, Aubenton, 1394 Graf von Vaudémont; –– Vorfahren siehe Haus Châtenois
⚭ Margarete von Joinville, 1415 Gräfin von Vaudémont, † 1417, Tochter von Henri, Sire de Joinville;
  1. Anton (Antoine), † 1458, Graf von Vaudémont; ⚭ Marie d’Harcourt, † 1376, Gräfin von Aumale, Tochter von Jean VII. d’Harcourt, Graf von Harcourt (Haus Harcourt)
    1. Friedrich (Ferry) II., † 1470, Graf von Vaudémont, ⚭ Yolande d’Anjou, † 1484, Herzogin von Lothringen, Tochter von René I., Herzog von Lothringen (Jüngeres Haus Anjou)
      1. René II., † 1508, 1473 Herzog von Lothringen, 1480 Herzog von Bar; –– Nachfahren siehe unten
⚭ I Jeanne d’Harcourt, † 1488, Gräfin von Tancarville, Tochter von Graf Guillaume; 
⚭ II Philippa von Geldern, † 1547, Tochter von Adolf von Egmond, Herzog von Geldern;
      2. Johanna (Jeanne) † 1480; ⚭ Karl IV. Herzog von Anjou, Herzog von Maine, † 1481 (Jüngeres Haus Anjou)
      3. Margarete (Marguerite) † 1521, ⚭ René, † 1492, Herzog von Alençon (Haus Valois-Alençon)
      4. Jolanthe (Yolande) † 1500; ⚭ Wilhelm II. der Mittlere, Landgraf von Hessen, † 1509

    2. Johann, † 1473, Graf von Harcourt und Aumale
    3. Heinrich, † 1505, Bischof von Thérouanne, Bischof von Metz
    4. Margareta, 1477 bezeugt, ⚭ Antoine I. de Croÿ, Graf von Porcien († 1475)
    5. Johann (unehelich), † 1509, Herr von Damvillers, Florennes und (Couvin-)Pesche, ⚭ Jeanne von der Marck, Cousine von Robert von der Marck (Mark (Adelsgeschlecht)) – Nachkommen † Ende des 16. Jahrhunderts

  2. Isabella, † 1456, ⚭ Philipp I. Graf von Nassau und Saarbrücken, † 1429
  3. Margareta, 1469 bezeugt; ⚭ Theobald II., Graf von Blâmont, † vor 1431

## Von René II. (Lothringen) bis Karl III. (Lothringen)
1. René II. (Lothringen) (1451–1508), Herzog von Lothringen; –– Vorfahren siehe oben
⚭ (I) Jeanne d’Harcourt († 1488), Gräfin von Tancarville, Tochter von Graf Guillaume d’Harcourt; 
⚭ (II) Philippa von Geldern (1464–1547), Tochter von Adolf von Egmond (1438–1477), Herzog von Geldern;
  1. (II) Charles (1486–??)
  2. (II) François (1487–1489)
  3. (II) Anton II. (Lothringen) (1489–1544) ⚭ Renate (Renée) von Bourbon-Montpensier (1494–1539), Tochter von Gilbert de Bourbon-Montpensier (1443–1496)
    1. Franz I. (Lothringen) (1517–1545) ⚭ Christina von Dänemark (1521–1590), Tochter von König Christian II. (Dänemark, Norwegen und Schweden) (1481–1559)
      1. Karl III. (Lothringen) (1543–1608); ⚭ Claudia von Valois (1547–1575), Tochter von König Heinrich II. (Frankreich) (1519–1559); –– Nachfahren siehe unten
      2. Renata von Lothringen (1544–1602) ⚭ Wilhelm V. (Bayern) (1548–1626)
      3. Dorothea (1545–1612) ⚭ Erich II. (Braunschweig-Calenberg-Göttingen) (1528–1584)

    2. Anne (1522–1568)
    3. Nicolas de Lorraine, duc de Mercœur (1524–1577), 1544–1548 Bischof von Verdun und Metz, 1576 Duc de Mercoeur 
⚭ (I) Marguerite d’Egmont (1517–1554); 
⚭ (II) Jeanne de Savoie-Nemours (1532–1568), Tochter von Herzog Philipp von Savoyen-Nemours (1490–1533); 
⚭ (III) Catherine de Lorraine (1550–1606), Tochter von Claude de Lorraine, duc d’Aumale (1526–1573)
      1. (I) Marguerite (1550–??)
      2. (I) Catherine (1551–??)
      3. (I) Henri (1552–??), Comte de Chaligny
      4. (I) Louise de Lorraine-Vaudémont (1553–1601), 1589 Duchesse de Bourbon ⚭ König Heinrich III. (Frankreich) (1551–1589)
      5. (II) Philippe-Emmanuel de Lorraine, duc de Mercœur (1558–1602), 1577 2. Duc de Mercoeur, 1579 Duc de Penthièvre iure uxoris; 
⚭ Marie de Luxembourg (1562–1623) 1569 2. Duchesse de Penthièvre
        1. Françoise (1591–1669), 1602 3. Duchesse de Mercoeur, 1623 Duchesse de Penthièvre ⚭ César de Bourbon, duc de Vendôme († 1665), 4. Duc de Vendôme

      6. (II) Charles de Lorraine de Vaudémont (1561–1587), Kardinal, Bischof von Toul und Verdun
      7. (II) Jean (1563–??)
      8. (II) Marguerite (1564–1625) ⚭ (I) Anne de Joyeuse (1560–1587), Duc de Joyeuse; ⚭ (II) François de Luxembourg († 1613), Duc de Piney
      9. (II) Claude (1566–??)
      10. (II) François (1567–1596)
      11. (III) Antoine (1572–1587)
      12. (III) Henri (1570–1600), Comte de Chaligny, Marquis de Moy
        1. Charles (1592–1631), Comte de Chaligny, 1611–1623 Bischof von Verdun
        2. Henri (1596–1672), Comte de Chaligny
        3. Francois (1599–1672), 1623–1661 Bischof von Verdun

      13. (III) Christine (1571–??)
      14. (III) Louise (1575–??)
      15. (III) Éric de Lorraine-Vaudémont (1576–1623), Bischof von Verdun (1595–1611)

    4. Jean (1526–1532)
    5. Antoine (1528–??)
    6. Elisabeth (1530–??)

  4. (II) Anne (1490–1491)
  5. (II) Nicholas (1493–??)
  6. (II) Isabelle (1494–1508)
  7. (II) Claude de Lorraine, duc de Guise (1496–1550) ⚭ Antoinette de Bourbon (1494–1583), Tochter von François de Bourbon, comte de Vendôme (1470–1495); –– Nachkommen siehe Haus Guise
  8. (II) Jean de Lorraine-Guise (1498–1550), Kardinal, Bischof der drei Bistümer von Toul, Metz und Verdun
  9. (II) Louis de Lorraine, comte de Vaudémont (1500–1528), Bischof von Verdun, Graf von Vaudémont
  10. (II) Claude (1502–??)
  11. (II) Katharina (1502–??)
  12. (II) François (1506–1525), gefallen in der Schlacht bei Pavia), Graf von Lambesc

## Von Karl III. (Lothringen) an
1. Karl III. (Lothringen) (1543–1608) ⚭ Claudia von Valois (1547–1575), Tochter von König Heinrich II. (Frankreich) (1519–1559)
  1. Heinrich II. (Lothringen) (1563–1624) 
⚭ (I) Catherine de Bourbon (1559–1604), Tochter von Antoine de Bourbon, duc de Vendôme (1518–1562); 
⚭ (II) Margarita Gonzaga (1591–1632), Tochter von Vincenzo I. Gonzaga (1562–1612)
    1. (II) Nicole (Lothringen) (1608–1657) ⚭ Karl IV. (Lothringen) (1604–1675)
    2. (II) Claudia von Lothringen (1612–1648) ⚭ Nikolaus II. (Lothringen) (1609–1670)

  2. Christine von Lothringen (1565–1636) ⚭ Großherzog Ferdinando I. de’ Medici (1549–1609)
  3. Karl von Lothringen (1567–1607), Bischof von Straßburg
  4. Antonie von Lothringen (1568–1610) ⚭ Herzog Johann Wilhelm (Jülich-Kleve-Berg) (1562–1609)
  5. Anna (1569–1576)
  6. Franz II. (Lothringen) (1572–1632) ⚭ Christine von Salm (1575–1627), Tochter des Grafen Paul von Salm-Badenweiler (um 1535–1584)
    1. Heinrich (1602–1611), Marquis de Hattonchatel
    2. Karl IV. (Lothringen) (1604–1675) 
⚭ (I) Nicole (Lothringen) (1608–1657), Tochter von Heinrich II. (Lothringen) (1563–1624); 
⚭ (II) Béatrix de Cusance (1614–1663)
      1. (II) Joseph (1637–1638)
      2. (II) Anne (1639–1720) ⚭ François Marie de Lorraine (1624–1694), prince de Lillebonne, Sohn von Charles II. de Lorraine, duc d’Elbeuf (1596–1657)
      3. (II) Charles Henri de Lorraine-Vaudémont (1649–1723) ⚭ Anne Elisabeth de Lorraine (1649–1714), Tochter von Charles III. de Lorraine, duc d’Elbeuf (1620–1692)
        1. Charles Thomas de Lorraine-Vaudémont (1670–1704), kaiserl. Feldmarschall

    3. Henriette (1611–1660) ⚭ (I) Louis de Guise, baron d’Ancerville († 1631); ⚭ (II) Charles Guasco Marchese de Sallerio; ⚭ (III) Cristovão de Moura, Conde de Lumiares, Sohn von Manuel de Moura, Marquês de Castelo Rodrigo, ⚭ (IV) Giuseppe Francesco de Grimaldi († 1693)
    4. Nikolaus II. (Lothringen) (1609–1670) ⚭ Claudia von Lothringen (1612–1648), Tochter von Heinrich II. (Lothringen) (1563–1624)
      1. Ferdinand Philipp (1639–1659)
      2. Karl V. (Lothringen) (1643–1690) ⚭ Eleonore von Österreich (1653–1697), Tochter von Kaiser Ferdinand III. (HRR) (1608–1657)
        1. Leopold (Lothringen) (1679–1729) ⚭ Élisabeth Charlotte de Bourbon-Orléans (1676–1744), Tochter von Philippe I. de Bourbon, duc d’Orléans (1640–1701)
          1. Leopold (1699–1700)
          2. Elisabeth Charlotte (1700–1711)
          3. Louise Christine (1701)
          4. Marie Gabriele Charlotte (1702–1711)
          5. Louis (1704–1711)
          6. Josephe Gabriele (1705–1708)
          7. Gabriele Louise (1706–1709/10)
          8. Leopold Clemens Karl von Lothringen (1707–1723)
          9. Franz I. Stephan (HRR) (1708–1765) ⚭ Maria Theresia von Österreich (1717–1780); –– Nachfahren siehe Stammliste des Hauses Habsburg-Lothringen
          10. Eleonore (1710)
          11. Elisabeth Therese von Lothringen (1711–1741) ⚭ König Karl Emanuel III. (Savoyen) (1701–1773)
          12. Karl Alexander von Lothringen (1712–1780), Generalfeldmarschall ⚭ Maria Anna von Österreich (1718–1744), Tochter von Kaiser Karl VI. (HRR) (1685–1740)
          13. Anna Charlotte von Lothringen (1714–1773), Äbtissin von Remiremont, Sainte-Waudru und Essen

        2. Karl Joseph von Lothringen (1680–1715), Bischof von Olmütz und Trier
        3. Eleonore (1682)
        4. Karl Ferdinand (1683–1685)
        5. Joseph (1685–1705), kaiserlicher General
        6. Franz II. Joseph von Lothringen (1689–1715), Abt von Stablo und Malmedy

      3. Anne Eleonore (1645–1646)
      4. Anne Marie († jung)
      5. Marie Anne Thérèse (1648–1661), Äbtissin von Remiremont

    5. Margarete (1615–1672) ⚭ Jean-Baptiste Gaston de Bourbon, duc d’Orléans (1608–1660)
    6. Christine (1621–1622)

  7. Katharina (1573–1648), Äbtissin von Remiremont
  8. Elisabeth Renata von Lothringen (1574–1635) ⚭ Kurfürst Maximilian I. (Bayern) (1573–1651)
  9. Claudia (1575–1576)